# Пажский сыр
Па́жский сыр (хорв. Paški sir) — твёрдый сыр из овечьего молока с добавлением оливкового масла. Производится на хорватском острове Паг и считается национальным продуктом Хорватии.

## Технология производства
Для приготовления пажского сыра овечье молоко подвергают пастеризации, после чего охлаждают до тридцати градусов, поскольку при этой температуре молоко обладает наилучшей сворачиваемостью. Молоко перемешивают с сырной закваской, после чего получившуюся массу отцеживают от сыворотки. Получившуюся головку сыра помещают под пресс на сутки для того, чтобы стекла лишняя жидкость. После этого сыр вымачивают в рассоле и выкладывают для вызревания. Вызревание при определённых температуре и влажности продолжается в течение двух месяцев.
Аромат и вкус сыра зависит от вкуса молока, который определяется большим количеством ароматных трав, растущих на острове (шалфей, розмарин).